# East Sheen
East Sheen is een wijk in het Londense bestuurlijke gebied Richmond upon Thames, in de regio Groot-Londen.